# Cervinia (geslacht)
Cervinia is een geslacht van eenoogkreeftjessoort uit de familie van de Aegisthidae

## Soorten
- C. bradyi Brady, 1878
- C. brevipes Brotskaya, 1963
- C. itoi (Lee W & Yoo, 1998)
- C. langi Montagna, 1979
- C. magna Smirnov, 1946
- C. mediocauda Burgess, 1998
- C. philippinensis Huys, Moberg & Kristensen, 1997
- C. pilosa Lang, 1948
- C. plumosa ItôTat, 1983
- C. synarthra Sars G.O., 1903
- C. tenuicauda Brotskaya, 1963
- C. tenuiseta Brotskaya, 1963
- C. unisetosa Montagna, 1981